# Kong Frederik d. IX’s Bro
Die Kong Frederik d. IX’s Bro (dt.: König-Frederik-d.-IX.-Brücke) ist eine als Balkenbrücke mit Klappsegment ausgeführte kombinierte Straßen- und Eisenbahnbrücke über den Guldborgsund zwischen den dänischen Inseln Falster und Lolland. Die nach dem dänischen König Frederik IX. benannte Brücke verbindet die Städte Nykøbing Falster und Sundby miteinander.
Die Brücke führt die vierspurige Primærrute 9 (P9), die eingleisige Bahnstrecke Ringsted–Rødby Færge, einen Fuß- und einen Fahrradweg über den Sund. Da die P9 hier eine Kurzschlussstrecke zwischen Europastraße 47 (Vogelfluglinie) und Europastraße 55 bildet, die sich bei Eskilstrup östlich des Guldborgsundtunnelen vereinigen, stellt die Brücke eine wichtige Umgehungsmöglichkeit des Tunnels dar. Sie ist neben dem Tunnel und der Guldborgsundbroen die einzige feste Querung des Guldborgsundes und nach der Brücke in Guldborg die zweitälteste.
Im Zuge des Baus der Festen Fehmarnbelt-Querung und dem damit verbundenen zweigleisigen Ausbau der Strecke Rødbyhavn–Orehoved soll die Brücke auf zwei Eisenbahngleise erweitert werden. Dies ist nach einer Studie der dänischen Verkehrsministeriums ohne Neubau der Brücke möglich.
Während des Umbaus der Strecke ist die Brücke für den Schiffsverkehr geschlossen und verriegelt. Nur in besonderen Fällen und unter festgelegten Vorsichtsmaßnahmen darf die Brücke geöffnet werden.